# Беримовский сельский совет
Беримовский сельский совет (укр. Беримівська сільська рада) — входит в состав
Зборовского района
Тернопольской области
Украины.
Административный центр сельского совета находится в 
с. Беримовцы.

## История
- 1939 — дата образования.

## Населённые пункты совета
- с. Беримовцы
- с. Кудиновцы